# Skålvægt
Skålvægt er en vægt med to skåle og en viser, som indikerer, om der er ligevægt. Viseren kaldes en "tunge" og det er den der indikerer hvilke af de to skåle der er tungest.
Det ofte benyttede udtryk: at være tungen på vægtskålen, dvs. udslagsgivende, er meget benyttet, omend ikke mange forstår ordets betydning i dag.
Det er ikke tilfældigt at Ordsprogenes Bog kapitel 11 vers 1, som i de ældre bibeloversættelser lød:
Falske Vægtskaale er Herren en Gru,
fuldvægtigt Lod er efter hans Sind,
i 1992 er ændret til:
Falsk vægt vækker Herrens afsky,
nøjagtige lodder har hans velbehag.